# Andrine Sæther
 (juin 2024).
Andrine Sæther, née le 7 septembre 1964 à Oslo, est une actrice norvégienne.

## Filmographie
- 1994  U-natt (série télévisée) : Vibeke
- 1994  U (série télévisée) : Vibeke
- 1997  Budbringeren : Line Groberg
- 1997  Livredd
- 1997  Blind gudinne (téléfilm) : Cecilie Vibe
- 1997  Salige er de som tørster : Cecilie
- 1998  Bare skyer beveger stjernene : la tante
- 1998  Cellofan - med døden til følge : Marianne Hovden
- 1999  Sofies verden : la mère de Sophie
- 1999  Evas øye : Eva Magnus
- 2000 :  Sofies verden (mini série) : la mère de Sophie
- 2001  Amatørene : Helle
- 2002  Tiden før Tim (série télévisée) : Hilde, la mère biologique
- 2002  Achttien (téléfilm) : Inger
- 2003  Sejer - Elskede Poona (série télévisée) : la narratrice
- 2004  Muhammed (court métrage) : l'assistante sociale
- 2004  Hawaii, Oslo : l'assistante sociale
- 2004  Ikke naken : Annelise
- 2007  Kodenavn Hunter (mini série) : Vibeke Rønningen
- 2007  Berlinerpoplene (mini série) : Torunn Neshov
- 2008  Ping-Pong (mini série) : Tale
- 2010  Keeper'n til Liverpool : Else
- 2011  Babycall : Kvinnestemme
- 2011  Sing Me to Sleep (court métrage) : Ingrid
- 2012  Som du ser meg : Forfatteren
- 2013 :  Dag (série télévisée) : Siv
- 2014 :  Mammon (série télévisée) : Økokrimsjefen
- 2016 :  The Birds : Hege
- 2019 : Barn de Dag Johan Haugerud : Avhører på barnehuset
- 2024 : Dreams de Dag Johan Haugerud : Anne